# 비어 게임

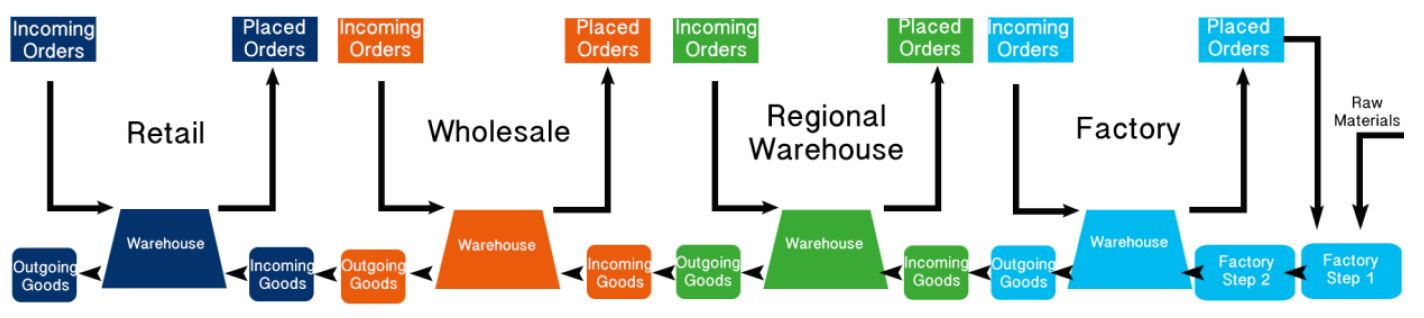

비어 게임(beer game)은 공급사슬 프로세스의 일반적인 조율 문제를 경험하기 위해 사용되는 교육용 게임이다. 최소 4명의 여러 참여자들이 함께 플레이하는 역할 연기 시뮬레이션을 반영한다. 이 게임은 정보 공유가 없어서 문제가 발생하는, 조율되지 않은 프로세스의 공급사슬을 표현한다. 이 게임은 정보 공유, 공급사슬 관리, 공급사슬 프로세스를 통한 협업의 중요성의 윤곽을 나타낸다. 정보의 부재로 인해 공급자, 제조자, 영업인원, 고객은 주문의 실제 수요를 불완전하게 이해하곤 한다. 이 게임의 가장 흥미를 끄는 부분은 각 그룹이 공급사슬의 다른 부분을 통제할 수 없다는 것이다. 그러므로 각 그룹은 자신들의 공급사슬 부분을 상당 부분 통제할 수만 있다. 각 그룹은 너무 많이 또는 너무 적게 주문함으로써 공급사슬 전반에 큰 영향을 줄 수 있으며 이는 채찍효과를 일으킬 수 있다. 그러므로 한 그룹의 주문은 또한 다른 그룹들의 결정에 상당한 영향을 준다.

## 역사
비어 게임은 1960년 MIT 슬론 스쿨 오브 매니지먼트의 제이 라이트 포레스터가 발명하였다. 이 게임은 그의 시스템 다이내믹스에 관한 작업의 결과물이다.